# Anton Winckler
Anton Winckler (3. srpna 1821, Riegel am Kaiserstuhl, Německo – 30. srpna 1892, Maria Schutz, Rakousko) byl německý matematik a učitel.

## Život
Anton Winckler v roce 1844 ukončil studium na polytechnice v Karlsruhe. Ve studiu však dále pokračoval v letech 1845 až 1847, kdy nejprve pracoval na hvězdárně v Mannheimu a poté studoval na Humboldtově univerzitě v Berlíně. Doktorát filozofie získal na univerzitě v Kielu.
V roce 1847 se Winckler vrátil zpět na polytechniku do Karlsruhe, kde se stal asistentem a současně od roku 1848 suplentem vyšší matematiky a vyšší geodézie. Na místě asistenta působil do srpna 1851. Do roku 1853 pak konal soukromé přednášky z matematiky a mechaniky. V roce 1852 se neúspěšně ucházel o místo profesora vyšší matematiky a praktické geometrie na Joanneu v Grazu. Ve stejnou dobu jako v Grazu se uvolnila stolice praktické geometrie také na brněnském učilišti. Na toto místo byl 2. března 1853 Winckler jmenován.
Anton Winckler byl zaměřením své odborné práce matematik, a proto se snažil získat místo profesora tohoto předmětu. V roce 1856 se umístil na třetím místě při obsazování stolice vyšší matematiky na polytechnice ve Vídni. Profesorem vyšší matematiky na technice v Grazu byl jmenován 21. října 1858, ale své přednášky na Joanneu zahájil až v letním semestru roku 1859. V Grazu Winckler působil do roku 1866, kdy přešel na místo profesora vyšší matematiky na techniku do Vídně. Mezitím se stal v roce 1861 korespondenčním a v roce 1863 řádným členem vídeňské akademie věd. Královská česká společnost nauk ho jmenovala zahraničním členem. V době působení v Grazu bylo Wincklerovi nabídnuto místo na polytechnice v Curychu, které odmítl stejně jako v roce 1873 nabídku přejít na Vídeňskou univerzitu. V roce 1881 mu byl udělen titul dvorního rady. Na technice ve Vídni Winckler učil až do svého odchodu do důchodu v roce 1891.
Winckler je autorem přibližně 60 prací, z nichž většina je věnována diferenciálnímu a integrálnímu počtu, ale zejména teorii lineárních diferenciálních rovnic. Společně se Simonem Spitzerem Winckler vydal tři samostatné publikace věnované řešení tohoto typu diferenciálních rovnic. Pro potřeby studentů Technické univerzity Vídeň byly v roce 1868 vydány jeho přednášky diferenciálního a integrálního počtu.